# Ізраїльсько-південноафриканські відносини
Ізраїльсько-південноафриканські відносини — двосторонні дипломатичні відносини між Ізраїлем та Південно-Африканською Республікою.

## Історія
Південна Африка була серед 33 держав, що підтримали План поділу Палестини 1947 року. Через дев'ять днів після проголошення незалежності Ізраїлю, уряд Південної Африки Яна Смутса, давнього прихильника сіонізму, де-факто визнав Державу Ізраїль.
Дипломатичні відносини між Ізраїлем та Південною Африкою почалися в 1949 році, коли Ізраїль заснував генеральне консульство в Преторії. Прем'єр-міністр Південної Африки Д. Ф. Малан вперше відвідав Ізраїль у 1953 році 
У 1950-х і 1960-х роках Ізраїль надавав пріоритет побудові відносин з новими незалежними державами Африки південніше Сахари; це, у свою чергу, змусило її зайняти критичну позицію щодо питання апартеїду. Ізраїль приєднався до засудження апартеїду в ООН і проголосував за введення санкцій проти Південної Африки. 
6 листопада 2023 року стало відомо, що Південноафриканська Республіка вирішила вивести всіх своїх послів з Ізраїлю для проведення консультацій у знак протесту проти війни в Секторі Газа. Представник глави Південноафриканської Республіки висловив критику в адресу ізраїльського посла за його «несприятливу позицію» і образливі коментарі стосовно тих, хто не підтримує політику Ізраїлю.